# Maschenstromverfahren
Als Maschenstromverfahren bezeichnet man ein in der Elektrotechnik verwendetes Verfahren zur Netzwerkanalyse. Mit dieser Methode lassen sich die Zweigströme bestimmen. Denn jedes elektrische Netzwerk kann auf diese Weise durch ein lineares Gleichungssystem (im stationären Zustand mit linearen Bauelementen) oder durch ein Differentialgleichungssystem (bei in-stationären Vorgängen mit Kondensatoren und Induktivitäten) beschrieben und berechnet werden.
Vorteilhaft für eine Berechnung mit dem Maschenstromverfahren ist ein Netzwerk, welches durch einen planaren Graphen dargestellt werden kann, also keine Leitungskreuzungen besitzt.
Die Berechnung von nicht-planaren Netzwerken ist ebenso möglich, aber für die Handrechnung weniger geeignet.
Alternativ kann das Knotenpotenzialverfahren verwendet werden.

## Vorgehen
Baum wählen

Wien-Brücke

Varianten der Bäume zur oberen Schaltung

In das Baum-Diagramm eingezeichnete Maschen

- Das Netzwerk vereinfachen, d. h. Parallelschaltungen vereinen.
- Ideale Stromquellen als Sehne wählen, das Gleichungssystem vereinfacht sich dadurch.
- Nicht-ideale Stromquellen in äquivalente Spannungsquellen umwandeln.
{\displaystyle U_{0}=I_{q}\cdot R_{i}\ ;\ R_{i}(\mathrm {Spannungsquelle} )=R_{i}(\mathrm {Stromquelle} )}
- Baum markieren.

Maschen festlegen
- Jede Masche (M) läuft über nur eine Sehne, ansonsten schließt sich diese über die Äste des Baumes
- Bei jeder Masche muss der Umlaufsinn festgelegt werden. Vom Umlaufsinn hängt die Wahl der Vorzeichen ab.

Matrix aufstellen
{\displaystyle [R]\cdot [I_{M}]=[U_{qM}]}, mit komplexen Größen {\displaystyle [{\underline {Z}}]\cdot [{\underline {I}}_{M}]=[{\underline {U}}_{qM}]}
{\displaystyle {\begin{pmatrix}r_{11}&\dots &r_{1n}\\\vdots &\ddots &\vdots \\r_{n1}&\dots &r_{nn}\end{pmatrix}}\cdot {\begin{pmatrix}i_{M1}\\\vdots \\i_{Mn}\end{pmatrix}}={\begin{pmatrix}u_{qM1}\\\vdots \\u_{qMn}\end{pmatrix}}}
In die Hauptdiagonale der Widerstandsmatrix trägt man die Summe aller Widerstände, über die sich die jeweilige Masche schließt, ein. Die Dimension der Matrix ist die Anzahl der Maschen abzüglich der idealen Stromquellen im Netzwerk.
{\displaystyle r_{ii}=\sum R\ \mathrm {in} \ M_{i}}
In die anderen Felder trägt man die Summen der Widerstände ein, mit denen sich die Maschen überschneiden. Bei gegensätzlichem Umlaufsinn bekommt die Summe ein negatives Vorzeichen.
{\displaystyle r_{ij}=r_{ji}=\sum [R\ \mathrm {in} \ M_{i}\ \mathrm {und} \ M_{j}\cdot \mathrm {Umlaufsinn} (M_{i},M_{j})]}
In die Quellspannungsmatrix trägt man die Summe aller Spannungsquellen ein, die in der jeweiligen Masche liegen. Das Vorzeichen ist positiv, wenn der Umlaufsinn ungleich dem Spannungspfeil ist.
{\displaystyle u_{qMi}=\sum [U_{q}\ \mathrm {in} \ M_{i}\cdot (-1)\cdot \mathrm {Pfeil} (U_{q},M_{i})]}
Ideale Stromquellen (Iq) müssen anders behandelt werden. Die zugehörige Masche (MIq) wird nicht in die Matrix aufgenommen, sowohl Zeile als auch Spalte entfallen. Die Lösung des Maschenstromes ist bereits gegeben, IMi = Iq. Der Überlappung mit den anderen Maschen wird Rechnung getragen, indem der Spannungsabfall auf den gemeinsamen Widerständen durch die ideale Stromquelle in die Quellspannungsmatrix mit einfließt.
{\displaystyle u_{qMi}=\sum [U_{q}\ \mathrm {in} \ M_{i}\cdot (-1)\cdot \mathrm {Pfeil} (U_{q},M_{i})]-I_{q}\cdot \sum [R\ \mathrm {in} \ M_{i}\ \mathrm {und} \ M_{Iq}\cdot \mathrm {Umlaufsinn} (M_{i},M_{Iq})]}
Gleichungssystem lösen
Die aufgestellten Gleichungen bilden ein lineares Gleichungssystem, für das es eine Vielzahl von Lösungsverfahren gibt.
Zweigströme berechnen
Nach dem Überlagerungsprinzip berechnet sich der Strom in einem Zweig (vorzeichenrichtig) aus der Summe der Maschenströme, die diesen durchlaufen.
Beispiel:
{\displaystyle I_{1}=-I_{M2}}